# Kóiosz
A görög mitológiában Kóiosz (/ˈsiːəs/; ógörögül: Κοῖος, latinul: Koîos, jelentése: „kérdés, kérdező” vagy „értelem”) más néven Polosz, egyike volt a Titánoknak, akik az Uránosz (Ég) és Gaia (Föld) három gyermeki nemzedékének egyikéhez tartoztak.

## Mitológia
Kóiosz homályos alak volt, és a Titánok többségéhez hasonlóan nem játszott aktív szerepet a görög mitológiában – csupán a Titánok listáján említik –, de elsősorban leszármazottai révén vált fontossá. Testvérével, a „ragyogó” Phoibével két lányt nemzett: Létót és Asztériát. Létó Zeusszal (aki szintén Titánok, Kronosz és Rheia fia) nemzette Artemisz és Apollón isteneket. Asztéria Hekatét szülte Perszésznek (aki Kóiosz testvérének, Kriosznak és annak féltestvérének, Eurübiának a fia).
Kóiosz a többi Titánnal együtt a Titanomakhiában (Titánok és olümpiai istenek háborújában) vereséget szenvedett Zeusztól és az olümpiai istenektől. Ezután Zeusz Kóioszt és testvéreit (Ókeanosz kivételével) a Tartaroszba zárta. Később Kóiosz, őrületbe esve, megpróbált kiszabadulni, de Kerberosz visszaverte szökési kísérletét.
Végül Zeusz szabadon engedte a Titánokat, feltehetően Kóioszt is.

## Etimológia
Tacitus római történetíró szerint Kóiosz volt a Kósz szigetének első lakója, amely állítólag lánya, Létó szülőhelyeként tartotta magát számon. Kóiosz nevét az ógörög Κοῖος (Koîos) névről Κῶιος (Kōios) formára módosították, ami a szigettel való kapcsolatát erősítette meg.